# Nu-nu
Nu-nu é um estimulante à base de ervas usado pelo povo matsés da Amazônia para preparar os homens para uma caçada bem-sucedida.

## Receita
Para o preparo do rapé, as folhas torradas em pó do mapacho (uma variedade de tabaco) são misturadas às cinzas alcalinas da casca interna do mocambo (Theobroma bicolor), o que, na quantidade adequada, melhora a absorção da droga e diminui a irritação nasal. As folhas e as cinzas alcalinizantes são moídas em um pó muito fino e misturadas.

## Consumo
Um dos matsés administra o rapé preparado soprando o pó através de um tubo de bambu na narina do receptor. Sob os efeitos da droga, diz-se que o receptor tem visões da localização da caça (como caititu) na floresta tropical circundante. Um homem dos matsés pode receber até quatro doses de nu-nu em cada narina.
Alternativamente, o nu-nu também é tomado por via sublingual, com um efeito muito mais suave.